# Shusaku Hirasawa
Shusaku Hirasawa (平沢 周策, Hirasawa Shusaku, né le 5 mars 1949 dans la préfecture d'Akita au Japon) est un footballeur japonais.